# Brakelka
Brakelka (nizozemsky Brakel nebo Braekel) je staré belgické plemeno slepice.

## Původ plemene
Brakelky byly vyšlechtěny v okresu Brakel ve východních Flandrech v Belgii.

## Popis

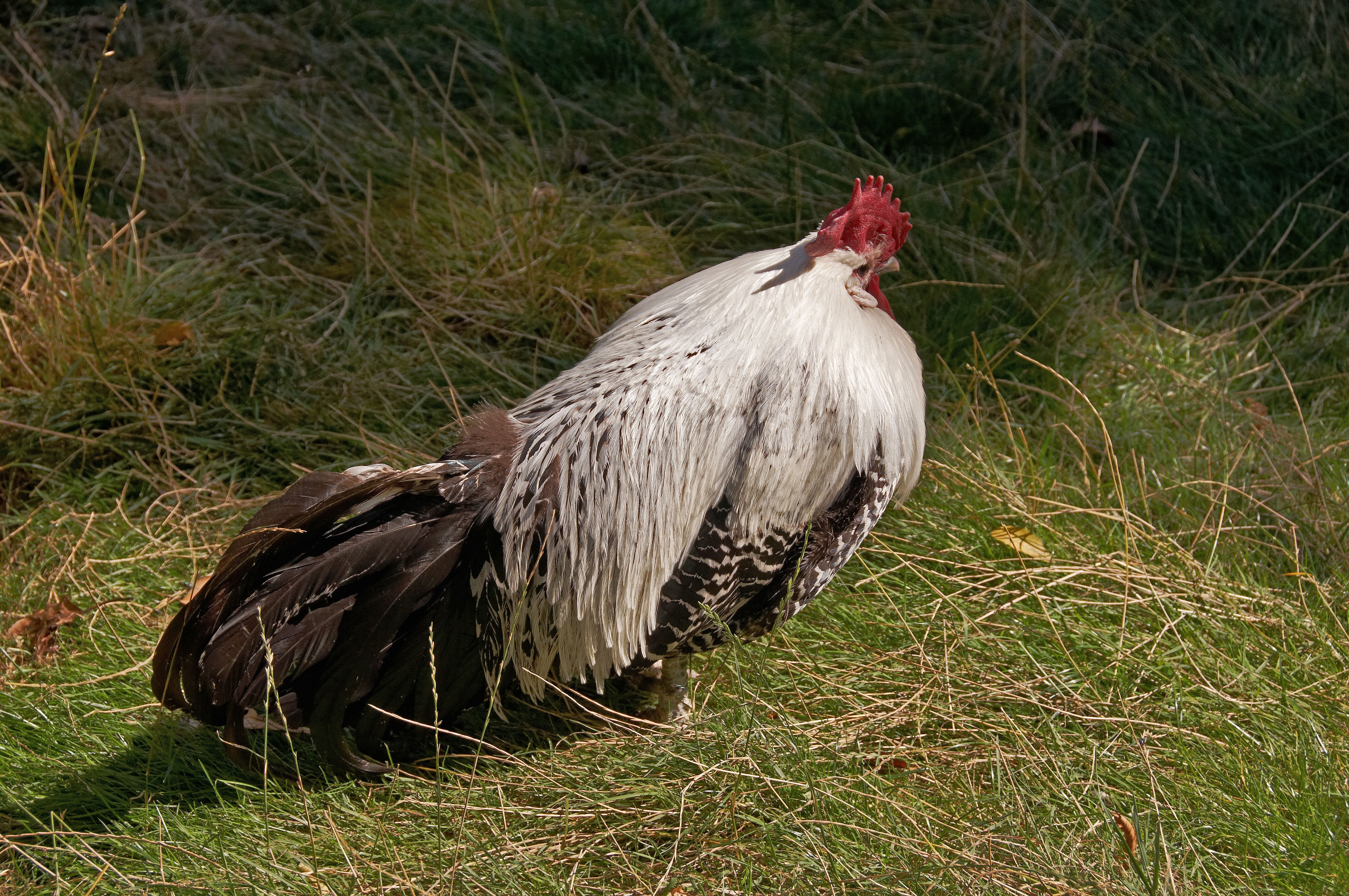
Brakelka stříbrná černě pruhovaná, kohout

Brakelky jsou chovány ve 2 barevných rázech: stříbrná černě pruhovaná a zlatá černě pruhovaná. Základní barva je bílá nebo zlatožlutá. Celé tělo je černě páskované kromě hlavy. Podobně vypadá také východofríský racek a vestfálska nosná slepice.
Slepice jsou dobré nosnice, snáší 180-200 vajec ročně o hmotnosti 55 gramů.